# 托雷克马达
托雷克马达（西班牙語：Torrequemada），西班牙埃斯特雷马杜拉卡塞雷斯省的一个市镇。总面积31平方公里，总人口594人（2001年），人口密度19人/平方公里。